# سانتا مارتا (كولومبيا)
سانتا مارتا (بالإسبانية: Santa Marta)‏ وهي مدينة في كولومبيا، وهي عاصمة مقاطعة ماجدالينا وتعتبر ثالث أكبر وأهم ميناء كولومبي في البحر الكاريبي بعد بارانكويلا و قرطاجنة، مدينة سانتا ماريا بناها الكونكستيدور والرحالة الإسباني رودريغو دي باستيداس في 29 يوليو في سنة 1525 وتعتبر أول مدينة بناها الإسبان في كولومبيا وفي أمريكا الجنوبية، وتعتبر ثاني أقدم مدينة بناها الأوروبيين في أمريكا الجنوبية.
تطل هذه المدينة على البحر الكاريبي، وكانت هذه المدينة مركزا مهما لسيمون بوليفار الذي حرر أمريكا الجنوبية من الاحتلال الإسباني، تبلغ مساحة هذه المدينة 239365 كلم مربع ويبلغ عدد سكانها 454860 نسمة وتعتبر من المدن المزدحمة بالسكان إذ يزورها سواح كثيرون بسبب مناطقها القديمة.

## المناخ
يظهر الجدول التالي التغييرات المناخية على مدار السنة لسانتا مارتا:
| البيانات المناخية لـسانتا مارتا                                     | البيانات المناخية لـسانتا مارتا | البيانات المناخية لـسانتا مارتا | البيانات المناخية لـسانتا مارتا | البيانات المناخية لـسانتا مارتا | البيانات المناخية لـسانتا مارتا | البيانات المناخية لـسانتا مارتا | البيانات المناخية لـسانتا مارتا | البيانات المناخية لـسانتا مارتا | البيانات المناخية لـسانتا مارتا | البيانات المناخية لـسانتا مارتا | البيانات المناخية لـسانتا مارتا | البيانات المناخية لـسانتا مارتا | البيانات المناخية لـسانتا مارتا |
| الشهر                                                               | يناير                           | فبراير                          | مارس                            | أبريل                           | مايو                            | يونيو                           | يوليو                           | أغسطس                           | سبتمبر                          | أكتوبر                          | نوفمبر                          | ديسمبر                          | المعدل السنوي                   |
| ------------------------------------------------------------------- | ------------------------------- | ------------------------------- | ------------------------------- | ------------------------------- | ------------------------------- | ------------------------------- | ------------------------------- | ------------------------------- | ------------------------------- | ------------------------------- | ------------------------------- | ------------------------------- | ------------------------------- |
| الدرجة القصوى °م (°ف)                                               | 37.0 (98.6)                     | 38.2 (100.8)                    | 37.0 (98.6)                     | 37.6 (99.7)                     | 37.4 (99.3)                     | 37.4 (99.3)                     | 37.8 (100.0)                    | 37.4 (99.3)                     | 37.2 (99.0)                     | 36.2 (97.2)                     | 38.2 (100.8)                    | 37.6 (99.7)                     | 38.2 (100.8)                    |
| متوسط درجة الحرارة الكبرى °م (°ف)                                   | 33.0 (91.4)                     | 33.6 (92.5)                     | 33.8 (92.8)                     | 33.6 (92.5)                     | 32.9 (91.2)                     | 33.0 (91.4)                     | 33.0 (91.4)                     | 32.8 (91.0)                     | 32.5 (90.5)                     | 32.1 (89.8)                     | 32.1 (89.8)                     | 32.4 (90.3)                     | 32.9 (91.2)                     |
| المتوسط اليومي °م (°ف)                                              | 27.4 (81.3)                     | 27.9 (82.2)                     | 28.4 (83.1)                     | 28.9 (84.0)                     | 29.1 (84.4)                     | 29.1 (84.4)                     | 28.8 (83.8)                     | 28.6 (83.5)                     | 28.3 (82.9)                     | 27.9 (82.2)                     | 27.8 (82.0)                     | 27.5 (81.5)                     | 28.3 (82.9)                     |
| متوسط درجة الحرارة الصغرى °م (°ف)                                   | 22.3 (72.1)                     | 23.2 (73.8)                     | 24.2 (75.6)                     | 25.3 (77.5)                     | 25.5 (77.9)                     | 25.1 (77.2)                     | 24.6 (76.3)                     | 24.5 (76.1)                     | 24.3 (75.7)                     | 24.2 (75.6)                     | 23.8 (74.8)                     | 22.7 (72.9)                     | 24.1 (75.4)                     |
| أدنى درجة حرارة °م (°ف)                                             | 17.4 (63.3)                     | 18.3 (64.9)                     | 20.0 (68.0)                     | 19.0 (66.2)                     | 18.0 (64.4)                     | 19.0 (66.2)                     | 18.0 (64.4)                     | 18.0 (64.4)                     | 17.0 (62.6)                     | 17.0 (62.6)                     | 17.0 (62.6)                     | 18.0 (64.4)                     | 17.0 (62.6)                     |
| معدل هطول الأمطار مم (إنش)                                          | 3.1 (0.12)                      | 2.0 (0.08)                      | 2.3 (0.09)                      | 14.1 (0.56)                     | 55.4 (2.18)                     | 60.7 (2.39)                     | 59.6 (2.35)                     | 70.0 (2.76)                     | 88.3 (3.48)                     | 111.0 (4.37)                    | 63.5 (2.50)                     | 15.2 (0.60)                     | 545.3 (21.47)                   |
| متوسط الأيام الممطرة                                                | 0                               | 1                               | 1                               | 3                               | 7                               | 9                               | 10                              | 13                              | 13                              | 13                              | 8                               | 2                               | 80                              |
| متوسط الرطوبة النسبية (%)                                           | 74                              | 72                              | 72                              | 74                              | 76                              | 76                              | 77                              | 78                              | 79                              | 80                              | 79                              | 76                              | 76                              |
| ساعات سطوع الشمس الشهرية                                            | 285.2                           | 248.6                           | 251.1                           | 228.0                           | 223.2                           | 228.0                           | 232.5                           | 220.1                           | 201.0                           | 204.6                           | 219.0                           | 269.7                           | 2٬811                           |
| ساعات سطوع الشمس اليومية                                            | 9.2                             | 8.8                             | 8.1                             | 7.6                             | 7.2                             | 7.6                             | 7.5                             | 7.1                             | 6.7                             | 6.6                             | 7.3                             | 8.7                             | 7.7                             |
| المصدر: Instituto de Hidrologia Meteorologia y Estudios Ambientales |                                 |                                 |                                 |                                 |                                 |                                 |                                 |                                 |                                 |                                 |                                 |                                 |                                 |

## توأمة
لسانتا مارتا (كولومبيا) اتفاقيات توأمة مع كل من:
- أكابولكو
- مويوبامبا

## معرض صور

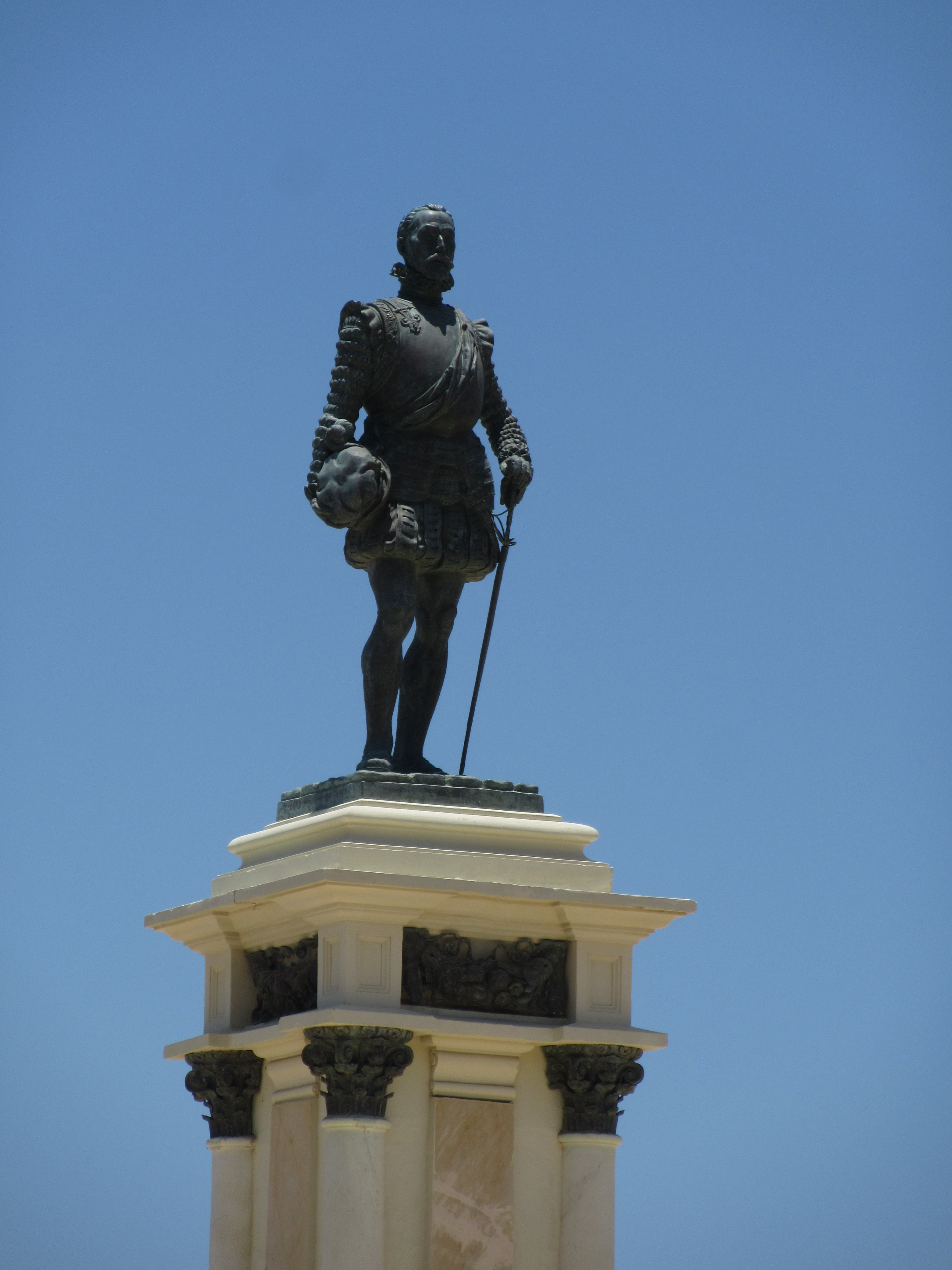
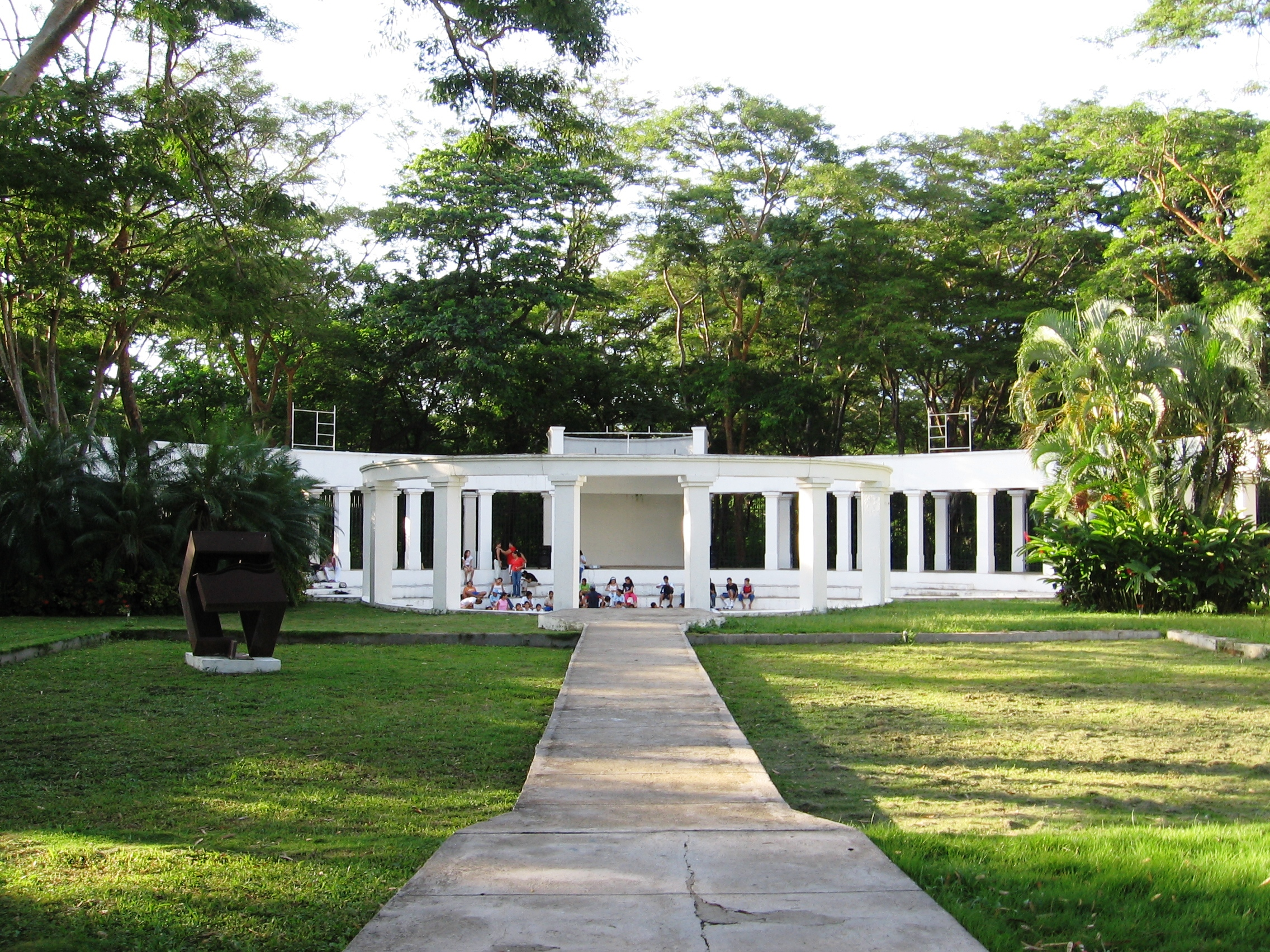
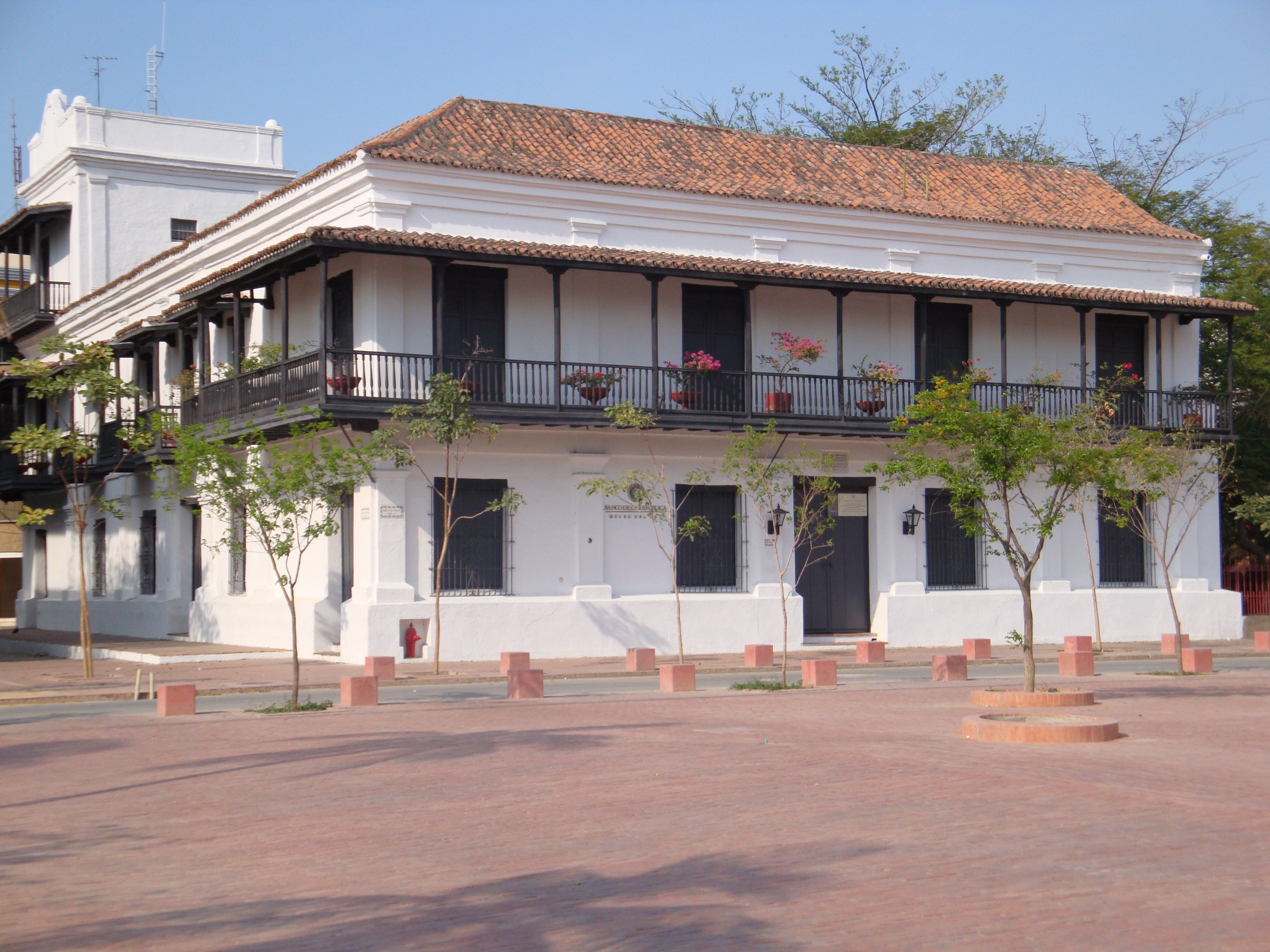

## أعلام
- خوسيه ماريا كامبو سيرانو
- سيمون بوليفار
- راداميل فالكاو
- أنتوني دي أفيلا
- يوهان فونلانتين
- خوسيه باروس
- بيدرو فرنانديز دي لوغو
- كارلوس فيفس
- كارلوس فالديراما
- ألفريدو أرانغو